# شهرستان واشینگتن (کارولینای شمالی)
شهرستان واشینگتن، کارولینای شمالی (به انگلیسی: Washington County, North Carolina) یک سکونتگاه مسکونی در ایالات متحده آمریکا است که در کارولینای شمالی واقع شده‌است.

## خصوصیات
شهرستان واشینگتن ۱٬۰۹۸٫۱۶ کیلومترمربع مساحت دارد.